# Pilea ornatifolia
Pilea ornatifolia är en nässelväxtart som beskrevs av Ellsworth Paine Killip. Pilea ornatifolia ingår i släktet pileor, och familjen nässelväxter. Inga underarter finns listade i Catalogue of Life.